# На Кордуну гроб до гроба
На Кордуну гроб до гроба је пјесма везана за период из 1941. године, када је усташки режим починио масовне злочине геноцида на Кордуну и цијелој територији „НДХ“. То се наставило до краја рата, са посебно трагичном офанзивом у прољеће 1942, када су усташе, домобрани, Нијемци и Италијани опколили Петрову гору. Већи дио опкољеног народа је убијен, а понеке су мајке, изнемогле од глади и ужаса, остављале и своју дјецу у дупљама дрвећа. Пробој обруча на Петровој гори је обухватао и такве очајничке акције као што је био јуриш око 300 „рогуљаша“ (сељаци наоружани само рогуљама) на добро наоружане усташе утврђене на врху Петровац.
На цијелој територији Кордуна број жртава фашизма током цијелог Другог свјетског рата износи 27.457, односно око 30% предратног становништва. Као сјећање на ове догађаје настала је позната народна пјесма „На Кордуну гроб до гроба“.

## Недоумица око ауторства
Треба напоменути да иако одређени извори тврде да је пјесма резултат народног стихотворца по имену Владимир Милић (Влаја Милић) из Глибовца, у Смедеревској Паланци аутор ове пјесме је пјесникиња Десанка Ћуић-Качар из Лике.

## Текст
| На Кордуну гроб до гроба, тражи мајка сина свога. Нашла га је, на гроб клекла и овако сину рекла: "О, мој сине, радост моја, гдје почива младост твоја?" Отац плаче, мајка цвили: "Отвори се, гробе мили". Гробак се је отворио, син је мајци говорио: "Не плач' мила мајко моја, тешка ми је суза твоја. Тежа ми је суза твоја, него црна земља моја. Иди, мајко, јави роду, да сам пао за слободу. Кажи, мајко, кажи роду, да се бори за слободу. Хајде, мајко, дому своме, не долази гробу моме". |